# Hebe pauciramosa
Espèce
Classification APG III (2009)
Hebe pauciramosa est une espèce du genre Hebe. C'est une plante arbustive de 50 centimètres originaire des montagnes de Nouvelle-Zélande entre Canterbury et Southland. Elle pousse sur des étendues herbeuses humides.